# Dəlilər (Ağsu)
Dəlilər è un comune dell'Azerbaigian situato nel distretto di Ağsu. Conta una popolazione di 86 abitanti.